# Кудратов, Истам
Истам (Ислам) Кудратов — узбекский самбист, бронзовый призёр первенства мира 2010 года среди юниоров, чемпион и призёр чемпионатов Азии и мира по боевому самбо. Проживает в городе Зарафшан. Выступал в первой (до 68 кг) и второй (до 74 кг)  полусредней весовых категориях. Выпускник Зарафшанского филиала Навоийского государственного горного института. В 2011 году на чемпионате мира в Вильнюсе занял пятое место в спортивной версии самбо и стал чемпионом в боевом самбо. На летней Универсиаде 2013 года в Казани стал пятым.